# Furcula infumata
Furcula infumata är en fjärilsart som beskrevs av Otto Staudinger 1887. Furcula infumata ingår i släktet Furcula och familjen tandspinnare. Inga underarter finns listade i Catalogue of Life.